# Mordet på Skolgatan 15

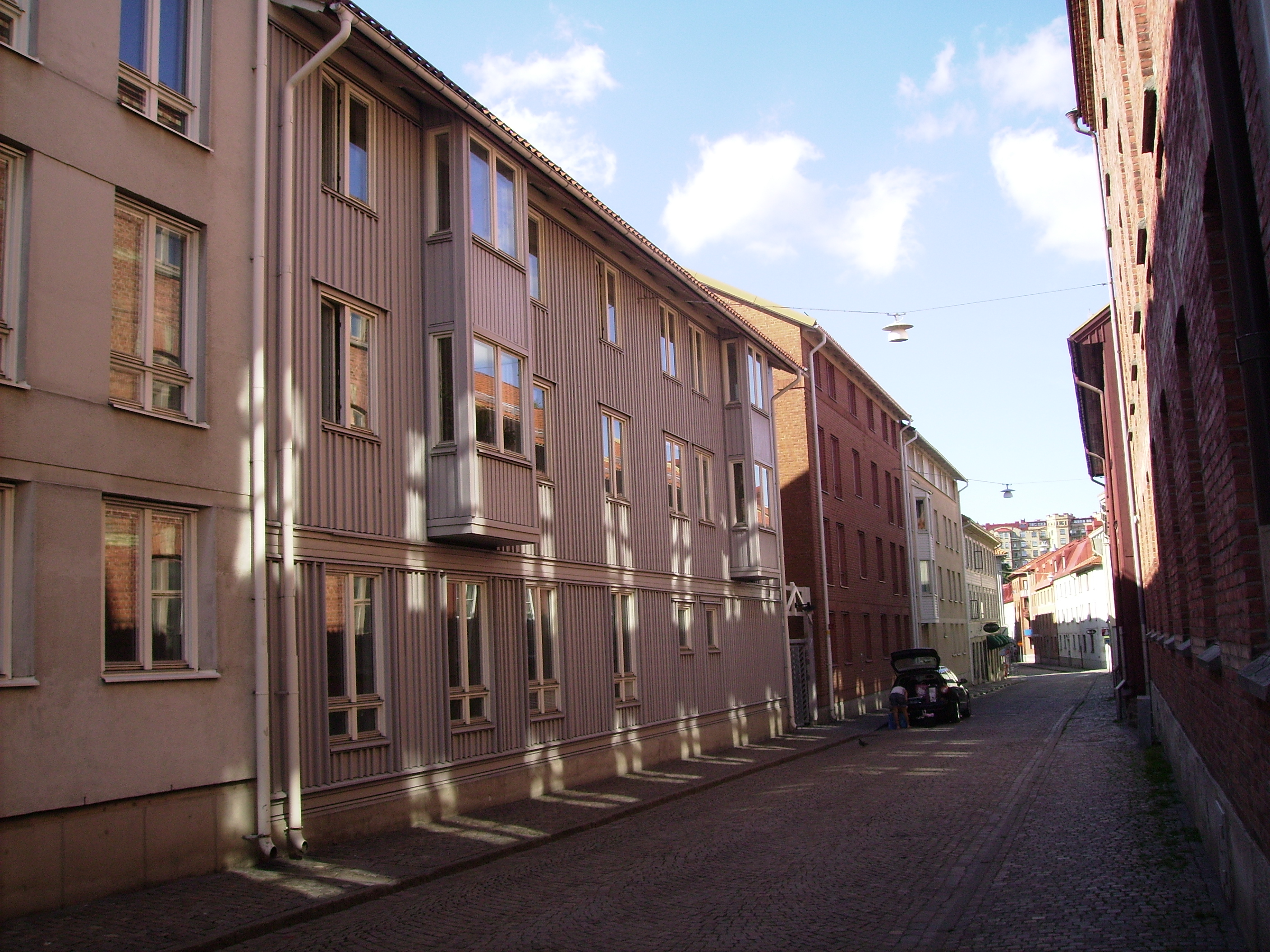
Skolgatan 15

Mordet på Skolgatan 15, ett folklustspel med manus av Ray Galton och Alan Simpson, svensk översättning av Bo Hermansson som även regisserade föreställningen.
Pjäsen skrevs direkt för Sten-Åke Cederhök och Tomas von Brömssen som här gestaltade sina välkända TV-figurer Albert & Herbert på teaterscenen. Pjäsen handlar om hur Albert och Herbert tvingas lämna sitt gamla hus i Haga eftersom hela kvarteret ska rivas. Albert får dessutom anonyma hotbrev med posten och två mindre smarta inbrottstjuvar kommer på besök. Förutom Cederhök och von Brömssen medverkade Ulf Dohlsten, Barbro Oborg och Karl-Magnus Thulstrup. Mordet på Skolgatan 15 hade premiär på Lisebergsteatern i Göteborg den 11 mars 1983 och spelades även på turné runt Sverige. Pjäsen visades också på Kanal 1 den 23 april 1984.